# Strade Ferrate Italiane
Strade Ferrate Italiane (SFI) era la dicitura ufficiale che indicava l'insieme delle tre grandi reti nazionali italiane esistite dal 1885 al 1905:
- la Rete Adriatica, gestita dalla Società italiana per le strade ferrate meridionali
- la Rete Mediterranea, gestita dalla Società per le Strade Ferrate del Mediterraneo
- la Rete Sicula, gestita dalla Società per le strade ferrate della Sicilia

La dicitura fu introdotta nel 1885 in seguito alla legge delle Convenzioni, che istituiva le tre reti nazionali; fu utilizzata fino alla creazione delle Ferrovie dello Stato nel 1905.
La sigla SFI veniva abitualmente riportata sugli impianti fissi e sul materiale rotabile della Rete Mediterranea.